# Крістіан Мюллер (футболіст, 1938)
Крістіан Мюллер (нім. Christian Müller, нар. 29 серпня 1938, Берггайм) — німецький футболіст, що грав на позиції нападника, зокрема за «Кельн», у складі якого — дворазовий чемпіон ФРН.

## Ігрова кар'єра
У дорослому футболі дебютував 1958 року виступами за команду «Кельн», в якій провів вісім сезонів, взявши участь у 181 матчі чемпіонату.  Більшість часу, проведеного у складі «Кельна», був основним гравцем атакувальної ланки команди та одним із її головних бомбардирів, маючи середню результативність на рівні 0,71 гола за гру першості. В сезоні 1962/63 Оберліги ставав найкращим бомбардиром західнонімецького чемпіонату. У складі кельнської команди вигравав Оберлігу сезону 1961/62, а згодом став переможцем першого розіграшу Бундесліги сезону 1963/64.
1966 року перейшов до клубу «Карлсруе СК», де провів наступні чотири сезони своєї ігрової кар'єри. В новому клубі теж був найкращим голеодором, відзначаючись забитим голом щонайменше у двох із трьох ігор чемпіонату.
Завершував ігрову кар'єру в команді «Вікторія» (Кельн), за яку виступав протягом 1970—1971 років.
Згодом працював тренером у нижчолігових командах.

## Титули і досягнення
- Чемпіон ФРН (2):

«Кельн»: 1961/62, 1963/64
- Найкращий бомбардир чемпіонату ФРН (2):

1962/63